# Argyrops megalommatus
Argyrops megalommatus е вид бодлоперка от семейство Sparidae.

## Разпространение
Видът е разпространен в Джибути, Египет, Еритрея, Йемен, Израел, Йордания, Саудитска Арабия и Судан.